# 黄金园街道
黄金园街道为湖南省长沙市望城区所辖街道，地处望城区中南部，东南部与雷锋镇、岳麓区天顶乡、东方红镇接壤，东北部与星城街道、高塘岭街道相连，西邻乌山镇，长沙交通主干线长常高速、雷锋大道自南向北跨越全境，三环线、黄金大道贯穿东西向。全乡总面积71.43平方公里，总人口32,750人（2007），行政驻地桐林坳社区。

## 历史
现黄金乡为1995年长沙地区撤区并乡时原黄金乡、原白马乡合并成立。
- 2003年12月31日，全乡共有国徽、三益、明华、日明、永兴、里湖、白马、定石塘、兰田、正桥、乌山林场、农林站、桂芳、新塘、金联、黄金、桐林、杨塘、龙塘、金桥、南塘、金元、金塘、香桥、青山、金沙、坪塘27个行政村。
- 2004年，全乡调整为8村、3社区共计11个行政区划单位。
- 2006年，金南、华龙2个村划归岳麓区东方红镇[1]。
- 2010年2月4日，黄金乡撤乡设镇，撤乡设镇后的黄金镇将以原黄金乡的行政区域为黄金镇的行政区域，辖3个社区居委会、6个建制村，总面积71.5平方公里。[2]

## 现行行政区划
下辖6个行政村3个社区，分别为桐林坳社区，金坪社区和金山桥社区，桂芳村、黄金园村、三益村、廖家坪村、白马村和英雄岭村。
| 黄金镇行政区划 |       |                |            |
| 村/社区 | 面积  | 人口           | 备注       |
| 9村/社区 | 71.43 | 32,750（2007） | 6村、3社区 |
| 桂芳村 |       |                |            |
| 黄金园村 |       |                |            |
| 廖家坪村 |       |                |            |
| 白马村 |       |                |            |
| 英雄岭村 |       |                |            |
| 三益村 |       |                |            |
| 桐林坳社区 |       |                |            |
| 金山桥社区 |       |                |            |
| 金坪社区 |       |                |            |
| 历史：2003年12月31日，全乡划分为国徽、三益、明华、日明、永兴、里湖、白马、定石塘、兰田、正桥、乌山林场、农林站、桂芳、新塘、金联、黄金、桐林、杨塘、龙塘、金桥、南塘、金元、金塘、香桥、青山、金沙和坪塘27个村；2004年，全乡调整为8村、3社区；2006年，金南、华龙2个村划归岳麓区东方红镇。 |       |                |            |